# Demolice (Mladí v partě)
Demolice (v anglickém originále Demolition) je první díl první řady britského sitcomu Mladí v partě.

## Postavy
Jako ve všech dílech i zde vystupují postavy čtyř studentů a spolubydlících Mikea (Christopher Ryan), Vyvyana (Adrian Edmonson), Ricka (Rik Mayall) a Neila (Nigel Planer). V epizodě se představí i jejich domácí Jerzei Balowski (Alexei Sayle). Tato postava se v 1. sérii objeví ještě jednou, celkově se v seriálu objeví třikrát. Sayle ale vystupuje v různých rolích v každém z dvanácti dílů.

## Děj
Čtyři studenti v jednom domě prožívají další běžný den svého života, který se neobejde bez čočky k večeří a Neilova neúspěšného pokusu o sebevraždu. Vyvyan sežene amputovanou lidskou nohu, o které musí napsat esej do anatomie, i když radši by ji přimontoval na kapotu svého auta. Na návštěvu přijde Balowski a přizná se, že ve skutečnosti není cizinec. Vyvyan pak oznámí, že dostali dopis z úřadu, že mají vyklidit dům, protože se bude zítra bourat.
Každý se s rozhodnutím úřadu rozhodne bojovat po svém. Rick plánuje protestovat tak, že se přibije na kříž na přední stranu domu ("Nebuď blbej Ricku. Je fyzicky nemožný zatlouct poslední hřebík.") a bude číst nekvalitní poezii napsanou na papíru, který drží v ruce (ten mu ale upadne a tak Rick místo toho začne zpívat píseň "Living Doll" od Cliffa Richarda). Vyvyan začne dům za použití extrémních prostředků demolovat sám (jí cihly, které při každém kousnutí explodují, nebo skáče skrze zdi). Neil se plánuje schovat do díry ve zdi a předstírat, že je "tepelná izolace", takže až dům zbourají, zemře taky. Mike se zase snaží svést ženu ze zastupitelstva. Ani jeden z jejich plánů nezabírá a nakonec se dům zbortí po nárazu letadla.
V tomto dílu vystoupila post-punková kapela Nine Below Zero a poprvé se v něm objevil Vyvyanův křeček Urna.